# Алексієвець Марія Олександрівна
Марі́я Олекса́ндрівна Алексіє́вець (нар. 31 січня 1947, м. Дубровиця, Україна) — український біолог, еколог, педагог. Кандидат історичних наук (1999). Доцент (2002). Дружина Миколи Алексієвця, мати Лесі Алексієвець.

## Життєпис
Марія Олександрівна Алексієвець народилася 31 січня 1947 року в місті Дубровиці Рівненської області, Україна.
Закінчила Львівський університет (1973, нині національний університет).
Працювала учителем у с. Орв'яниці Дубровицького району Рівненської області; старшим лаборантом, асистентом, доцентом кафедри фізичної географії Тернопільського педагогічного інституту (нині національний університет).

## Доробок
Авторка більше 50 наукових праць на природоохоронну тематику, в тому числі монографії «Екологічний рух в Україні» (Т., 1999), досліджень з історії вітчизняного екологічного руху від найдавніших часів до сьогодення.
Запропонала авторський спецкурс для студентів ВНЗ України «Екологічний рух в Україні» та концепцію організації студентської науково-дослідної роботи за кредитно-модульною системою в контексті вимог й принципів Болонського процесу.

## Нагороди
Має галузеві нагороди.